# Korczówka (Mazovie)
Pour les articles homonymes, voir Korczówka.
Korczówka (prononciation : [kɔrˈt͡ʂufka]) est un village polonais de la gmina d'Olszanka dans le powiat de Łosice de la voïvodie de Mazovie dans le centre-est de la Pologne.
Il se situe à environ 4 kilomètres au sud-est de Olszanka (siège de la gmina), 10 kilomètres au sud de Łosice (siège du powiat) et à 118 kilomètres à l'est de Varsovie (capitale de la Pologne).
Le village possède une population de 262 habitants en 2010.

## Histoire
De 1975 à 1998, le village appartenait administrativement à la voïvodie de Biała Podlaska.